# Cantone di Nogent-le-Roi
Il Cantone di Nogent-le-Roi era una divisione amministrativa dell'arrondissement di Dreux.
A seguito della riforma approvata con decreto del 24 febbraio 2014, che ha avuto attuazione dopo le elezioni dipartimentali del 2015, è stato soppresso.

## Composizione
Comprendeva i comuni di:
- Le Boullay-Mivoye
- Le Boullay-Thierry
- Boutigny-Prouais
- Bréchamps
- Chaudon
- Coulombs
- Croisilles
- Faverolles
- Lormaye
- Néron
- Nogent-le-Roi
- Ormoy
- Les Pinthières
- Saint-Laurent-la-Gâtine
- Saint-Lucien
- Senantes
- Villemeux-sur-Eure
- Villiers-le-Morhier